# Želivka
Želivka (německy Zeliwka) je řeka v okresech Pelhřimov a Havlíčkův Brod v Kraji Vysočina a v okresech Benešov a Kutná Hora ve Středočeském kraji. Je to levostranný a celkově největší přítok řeky Sázavy. Ve středověku se Želivka jmenovala Sázava, později Soutická nebo
Zahrádecká řeka, ale její dnešní název Želivka se vyskytuje až v 16. století a je odvozen od Siloe tak jako označení pro Želivský klášter. Horní tok až po soutok s Jankovským potokem nad vodní nádrží Sedlice je označován názvem Hejlovka. Řeka je známá svou čistotou a kvalitou vody a je důležitým zdrojem pitné vody. Délka toku včetně zdrojnice Hejlovky činí 103,89 km, z toho připadá 40 km na říčku Hejlovku. Povodí Želivky měří 1188,4 km².

## Průběh toku
Pramení jako Hejlovka jihovýchodně od osady Vlásenice-Drbohlavy, na Českomoravské vrchovině, asi 10 km jižně od Pelhřimova. Přesněji se pramen řeky nachází pod Bukovým kopcem (702 m), v nadmořské výšce 677,3 m, na rozhraní katastrů obcí Mezná a Častrov. Říčka teče nejprve otevřeným údolím severním směrem. Západně od Pelhřimova nedaleko Vlásenice přijímá zleva Cerekvický potok, který přitéká od Nové Cerekve. Říčka vtéká do lesnaté krajiny, její tok se obrací k severovýchodu. Severně od Pelhřimova nedaleko Krasíkovic posiluje její tok zprava přitékající Bělá. Od hráze Sedlické nádrže (ř. km 63) je řeka již nazývána Želivkou. Dále řeka udržuje převážně severozápadní směr. U Želiva přijímá zleva svůj největší přítok, řeku Trnavu. Po zhruba dalších 10 km toku vzdouvá její vody v délce 39,1 km významná vodárenská nádrž Švihov (lidově zvaná Želivka), jejíž hráz byla vybudována na jejím 4,29 říčním kilometru během let 1965–1975. Z této vodní nádrže je dálkovým přivaděčem zásobena pitnou vodou Praha, ale i další města ve Středočeském kraji a v Kraji Vysočina. Po dalších čtyřech kilometrech toku ústí Želivka zleva do Sázavy na jejím 98,8 říčním kilometru u Soutic v nadmořské výšce 318,1 m.

### Větší přítoky

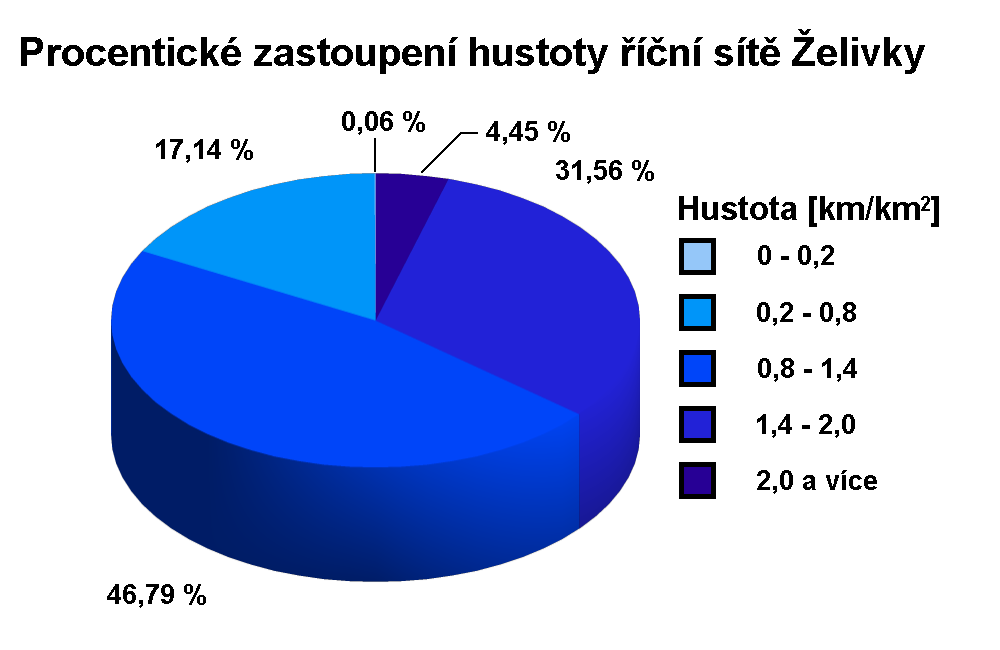
Hustota říční sítě

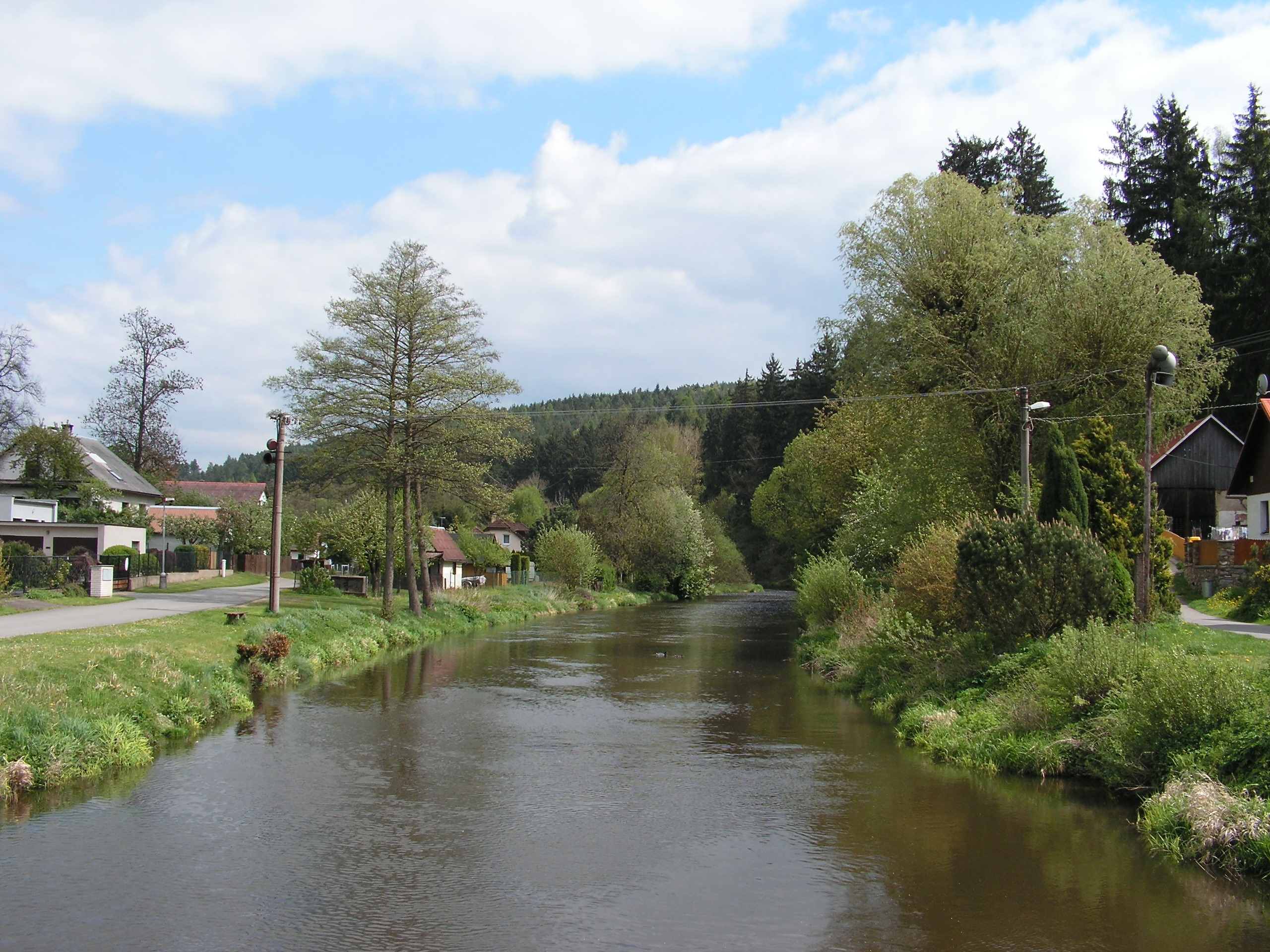
Řeka v Želivě

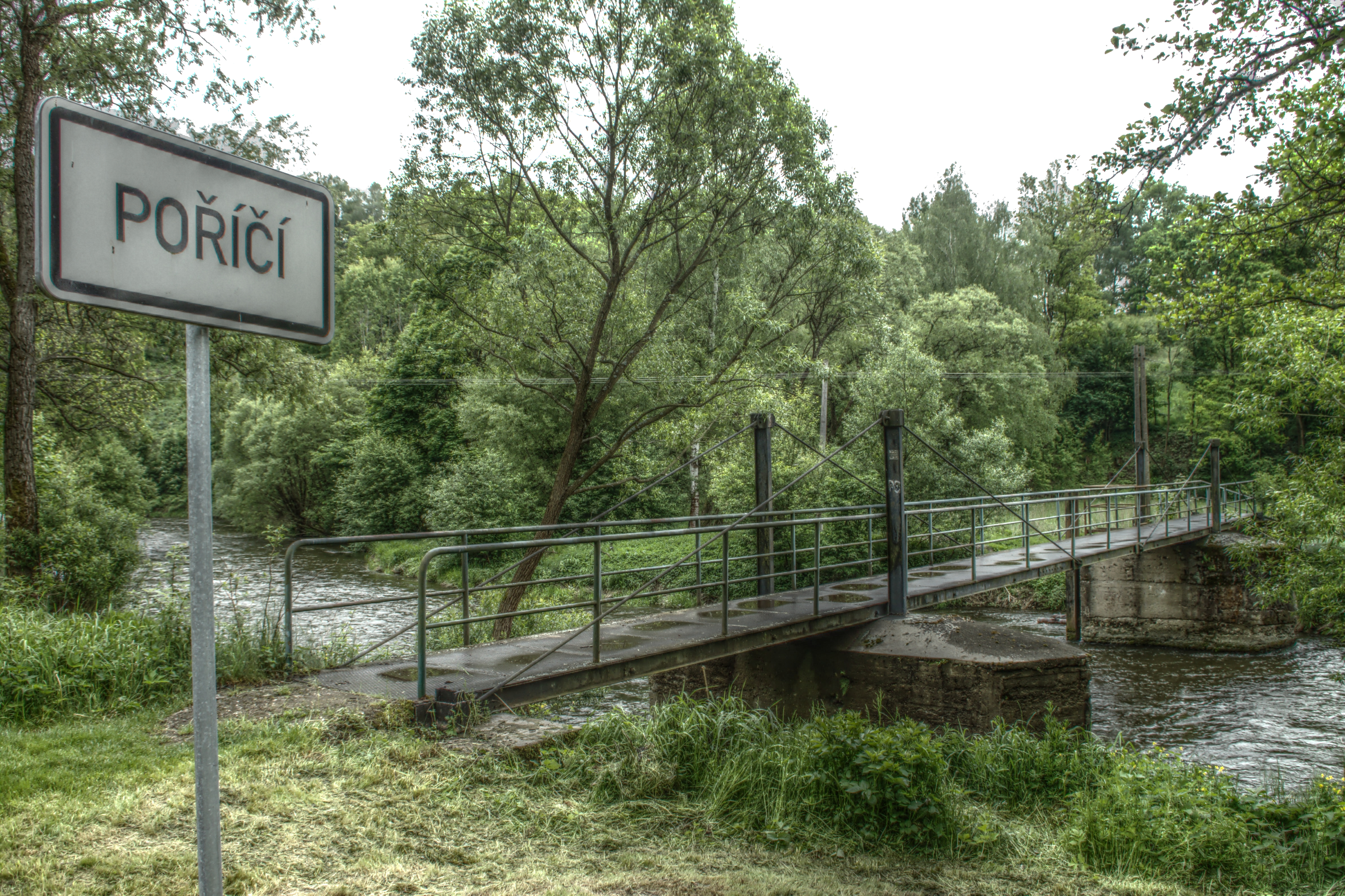
Želivka v Poříčí

Největším přítokem Želivky co se délky toku, plochy povodí a vodnosti týče je řeka Trnava. Průměrná hustota říční sítě Želivky činí 1,24 km/km². Celkově se v jejím povodí nachází 1288 vodních toků v délce do jednoho kilometru a 360 vodních toků v délce 1 až 10 km. Potoků dlouhých 10 až 20 km je v povodí celkem pět. Dalších pět vodotečí má délku mezi 20 až 40 km. V délce 40 až 60 km se v povodí řeky nalézá jeden vodní tok.
- Cerekvický potok, zleva, ř. km 89,4[5]
- Bělá, zprava, ř. km 72,9[6]
- Jankovský potok, zprava, ř. km 64,4[7]
- Trnava, zleva, ř. km 52,0[8]
- Martinický potok, zleva, ř. km 36,7[9]
- Blažejovický potok, zleva, ř. km 29,1[10]
- Sedlický potok, zleva, ř. km 7,3[9]

## Vodní režim
Želivka patří také jako Sázava mezi toky vrchovinno-nížinné oblasti. V zimním a jarním období odteče nad 60 % celoročního odtoku. Průměrný průtok Želivky v Souticích nedaleko ústí činí 3,91 m³/s.
Průměrné měsíční průtoky Želivky ve stanici Nesměřice v roce 2014:
Hlásné profily:
| místo    | říční km | plocha povodí | průměrný průtok (Qa) | stoletá voda (Q100) | poznámky                |
| -------- | -------- | ------------- | -------------------- | ------------------- | ----------------------- |
| Čakovice | 81,75    | 121,20 km²    | 0,85 m³/s            | 57,0 m³/s           | –                       |
| Želiv    | 55,10    | 431,46 km²    | 2,80 m³/s            | 157,0 m³/s          | –                       |
| Poříčí   | 50,50    | 779,74 km²    | 4,98 m³/s            | 240,0 m³/s          | –                       |
| Tukleky  | 48,00    | 792,08 km²    | 5,05 m³/s            | 244,0 m³/s          | –                       |
| Soutice  | 1,10     | 1186,69 km²   | 3,91 m³/s            | 318,0 m³/s          | průtok – vliv VD Švihov |

M-denní průtoky u ústí:
| M [dní]  | Q30  | Q60  | Q90  | Q120 | Q150 | Q180 | Q210 | Q240 | Q270 | Q300 | Q330 | Q355 | Q364 |
| -------- | ---- | ---- | ---- | ---- | ---- | ---- | ---- | ---- | ---- | ---- | ---- | ---- | ---- |
| Q [m³/s] | 16,3 | 11,1 | 8,44 | 6,75 | 5,54 | 4,59 | 3,82 | 3,17 | 2,59 | 2,06 | 1,52 | 0,99 | 0,63 |

N-leté průtoky v Čakovicích:
| N-leté průtoky | Q1   | Q5   | Q10  | Q50  | Q100 |
| -------------- | ---- | ---- | ---- | ---- | ---- |
| Q [m³/s]       | 12,0 | 23,0 | 30,0 | 48,0 | 57,0 |

N-leté průtoky v Želivě:
| N-leté průtoky | Q1   | Q5   | Q10  | Q50   | Q100  |
| -------------- | ---- | ---- | ---- | ----- | ----- |
| Q [m³/s]       | 32,0 | 67,0 | 85,0 | 133,0 | 157,0 |

N-leté průtoky v Poříčí:
| N-leté průtoky | Q1   | Q5    | Q10   | Q50   | Q100  |
| -------------- | ---- | ----- | ----- | ----- | ----- |
| Q [m³/s]       | 49,0 | 103,0 | 131,0 | 204,0 | 240,0 |

N-leté průtoky v Souticích:
| N-leté průtoky | Q1   | Q5    | Q10   | Q50   | Q100  |
| -------------- | ---- | ----- | ----- | ----- | ----- |
| Q [m³/s]       | 72,0 | 144,0 | 180,0 | 274,0 | 318,0 |

### Vliv vodních nádrží

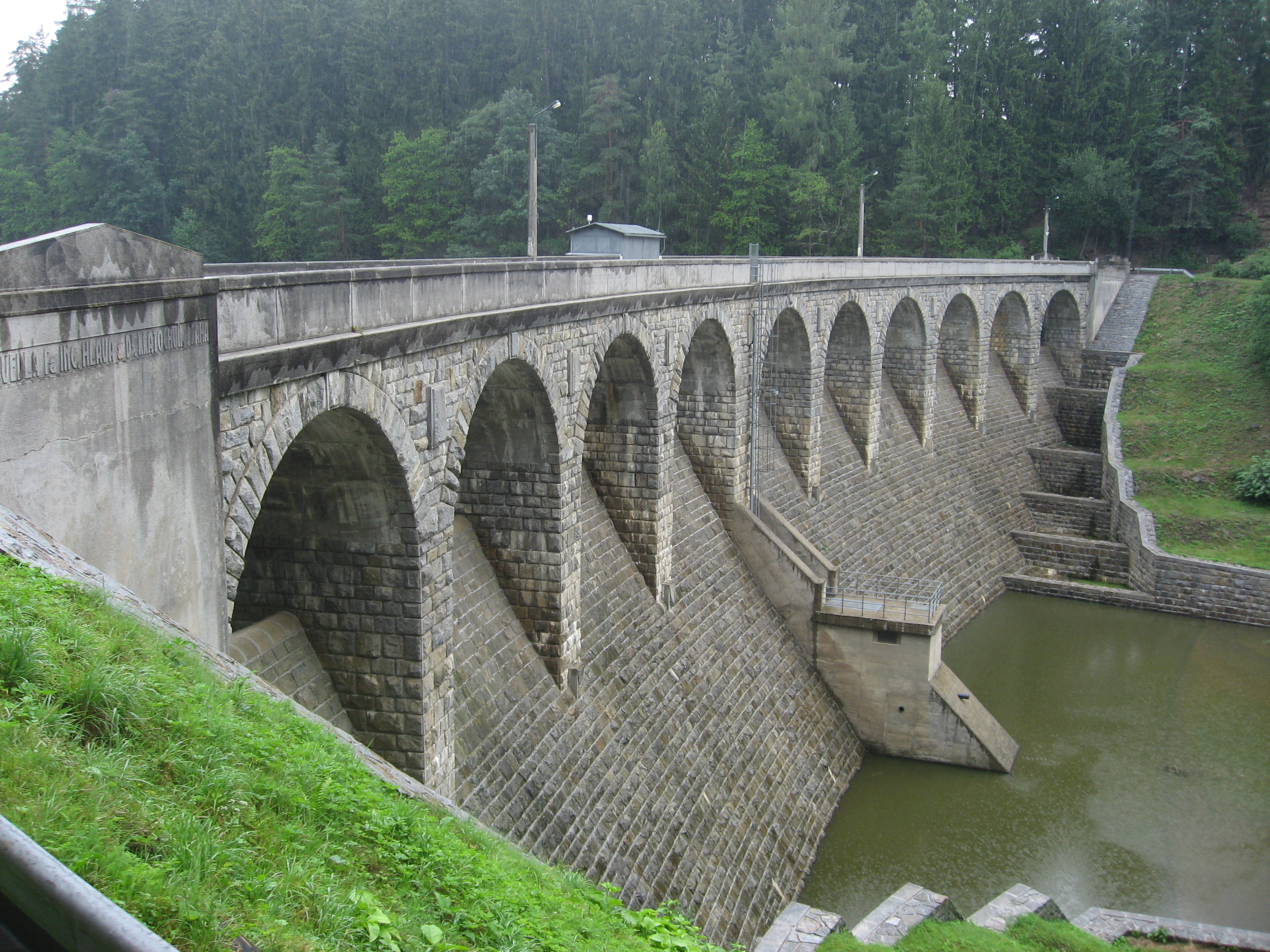
Sedlická přehrada na Želivce

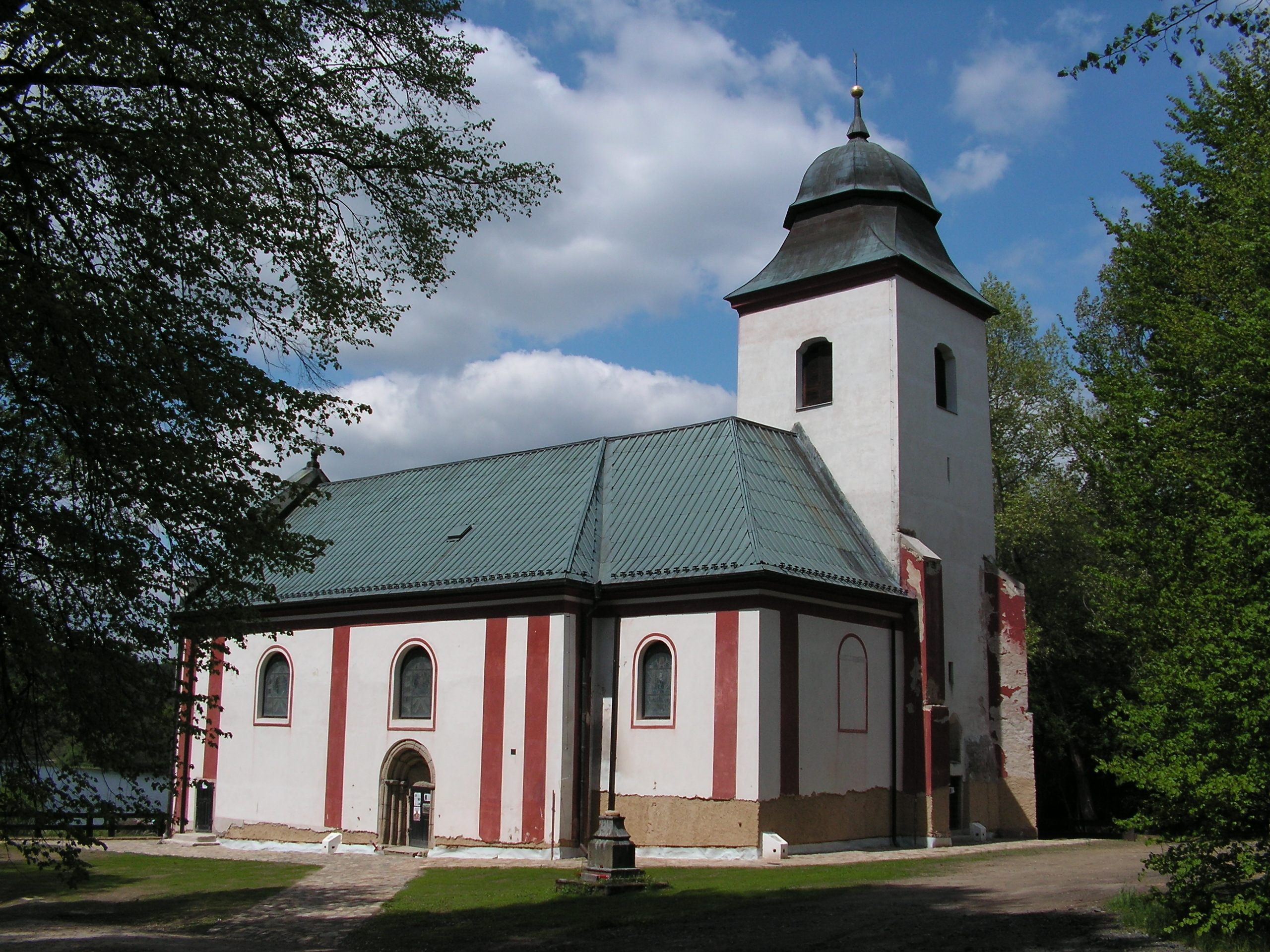
Kostel svatého Víta v zatopené Zahrádce

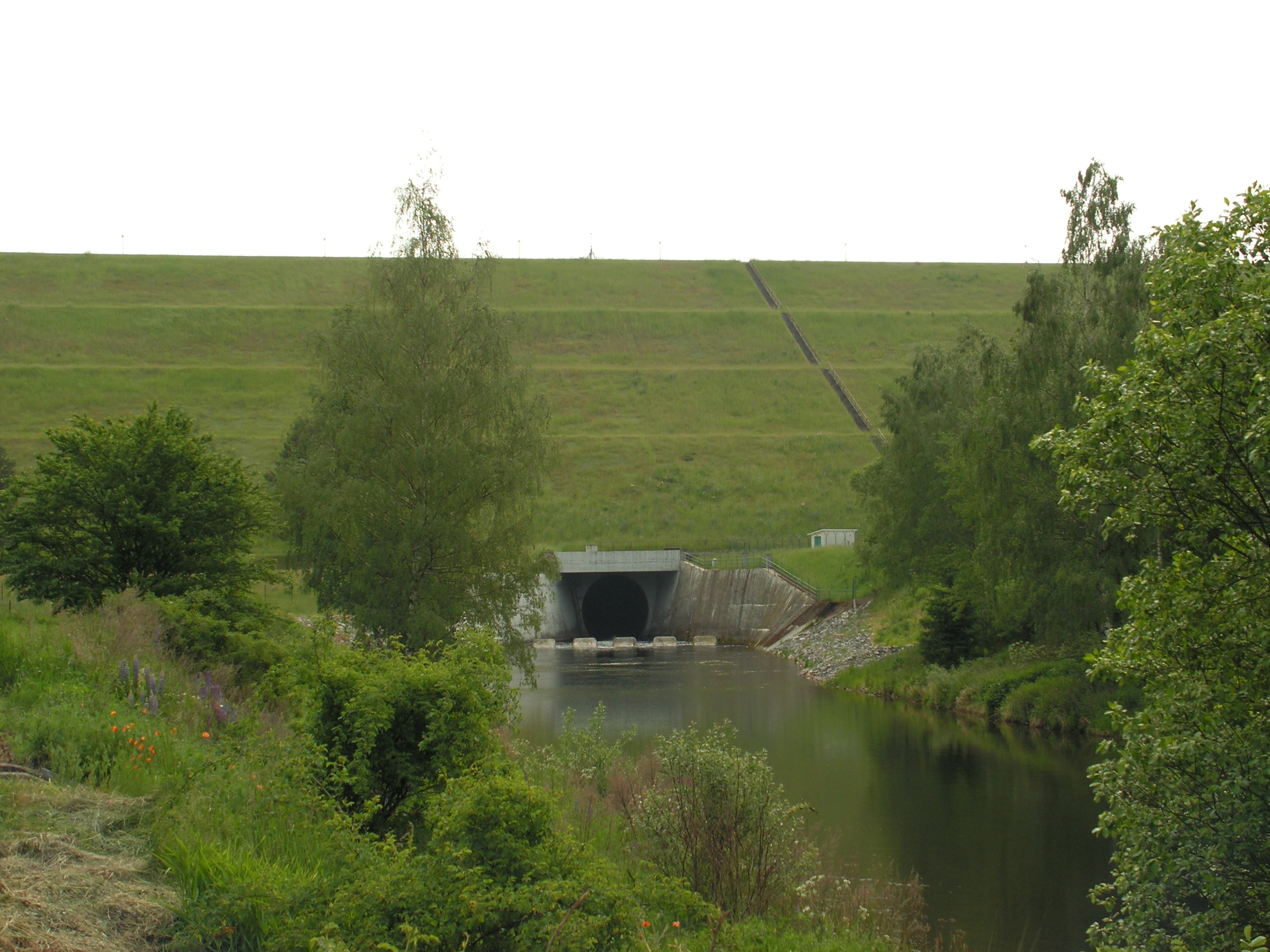
Hráz vodního díla Želivka-Švihov

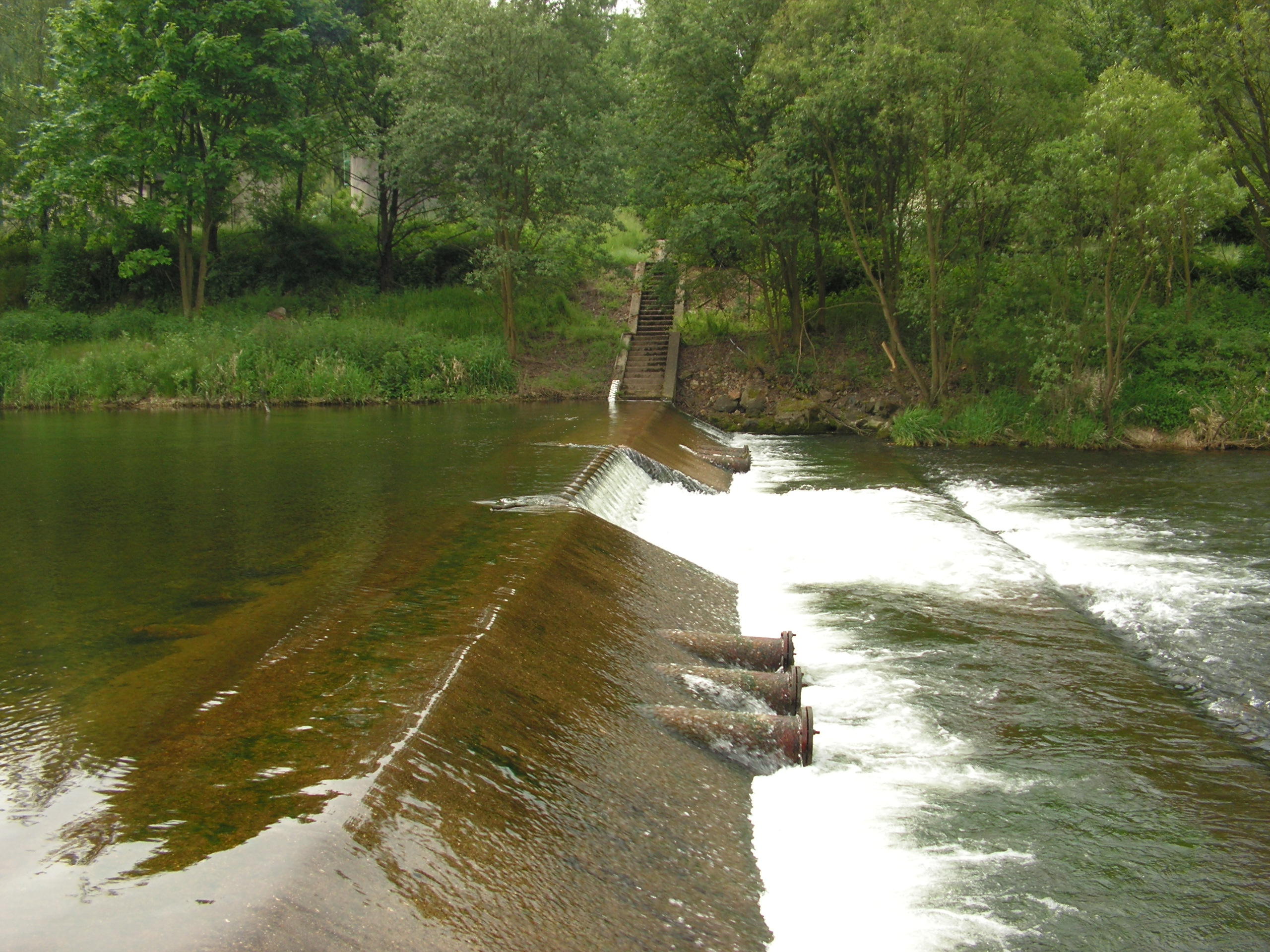
Profil Nesměřice

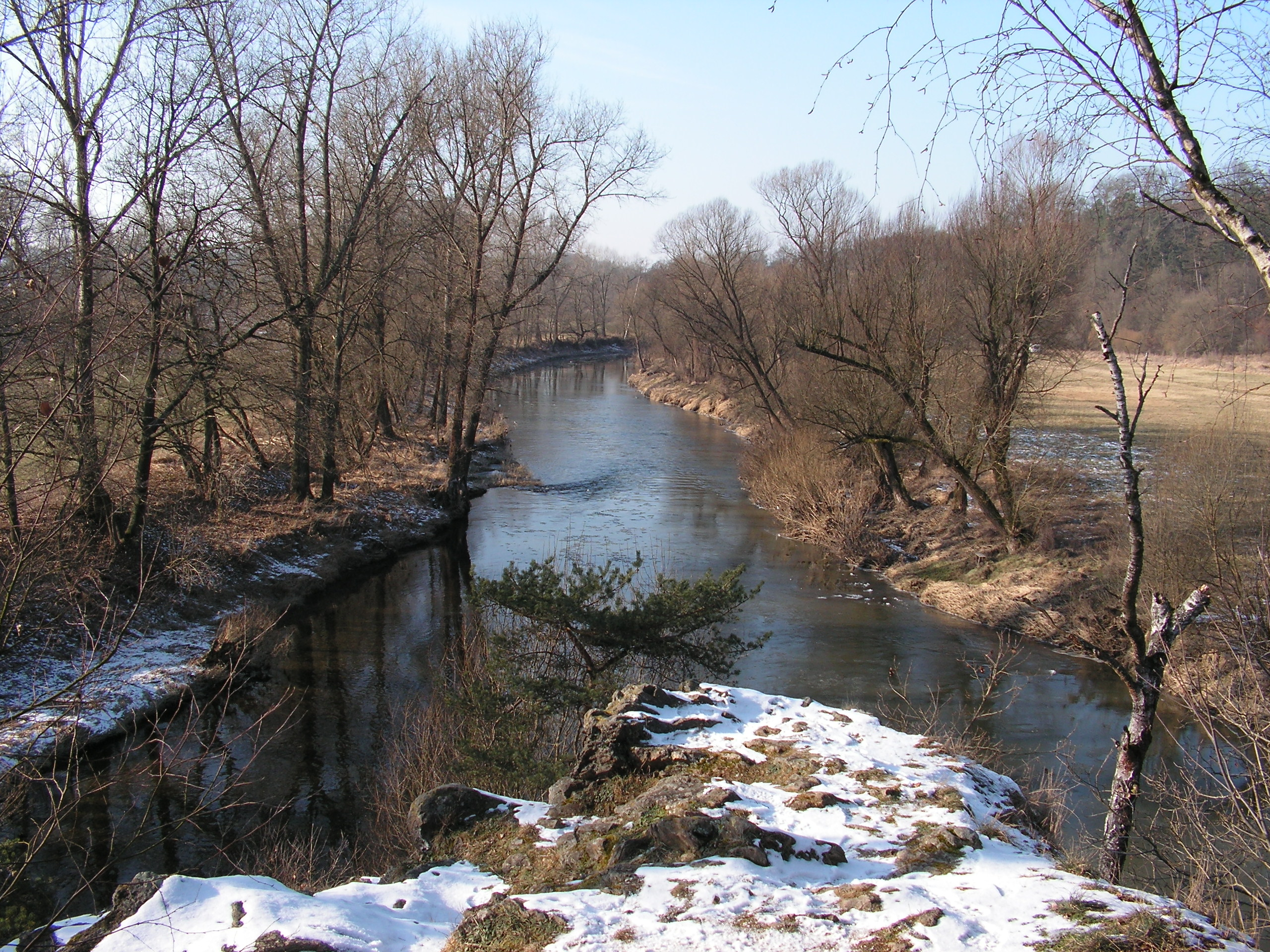
Soutok se Sázavou

Vodní režim Želivky je výrazně ovlivněn přehradními nádržemi v jejím povodí, především hospodařením na vodním díle Želivka-Švihov. Průměrný dlouhodobý průtok (Qa) u ústí (bez vlivu VD Švihov) činí 6,98 m³/s. Z tohoto množství je v současné době odváděno do vodovodní sítě průměrně 2,5 m³/s vody, která chybí Sázavě. Tento úbytek je patrný obzvláště v letních měsících.
Tabulka: Porovnání průměrných ročních průtoků (QRO/QRN) k dlouhodobému průměrnému průtoku Želivky v profilech Soutice a Nesměřice (Qa 1931–1980)
(ovlivněno odběry na VD Želivka-Švihov)
| rok  | profil    | říční km | Qa        | QRO       | QRN        | ZPR       |
| ---- | --------- | -------- | --------- | --------- | ---------- | --------- |
| 2005 | Soutice   | 1,05     | 6,97 m³/s | 5,18 m³/s | 8,68 m³/s  | 3,50 m³/s |
| 2006 | Soutice   | 1,05     | 6,97 m³/s | 8,63 m³/s | 11,75 m³/s | 3,12 m³/s |
| 2007 | Nesměřice | 4,00     | 6,93 m³/s | 2,50 m³/s | 6,03 m³/s  | 3,53 m³/s |
| 2008 | Nesměřice | 4,00     | 6,93 m³/s | 2,19 m³/s | 4,88 m³/s  | 2,69 m³/s |
| 2009 | Nesměřice | 4,00     | 6,93 m³/s | 3,26 m³/s | 6,97 m³/s  | 3,71 m³/s |
| 2010 | Nesměřice | 4,00     | 6,93 m³/s | 7,62 m³/s | 10,86 m³/s | 3,24 m³/s |
| 2011 | Nesměřice | 4,00     | 6,93 m³/s | 3,84 m³/s | 6,80 m³/s  | 2,96 m³/s |
| 2012 | Nesměřice | 4,00     | 6,93 m³/s | 2,87 m³/s | 5,38 m³/s  | 2,51 m³/s |
| 2013 | Nesměřice | 4,00     | 6,93 m³/s | 6,53 m³/s | 9,08 m³/s  | 2,55 m³/s |
| 2014 | Nesměřice | 4,00     | 6,93 m³/s | 1,14 m³/s | 3,52 m³/s  | 2,38 m³/s |

- Qa – průměrný dlouhodobý průtok
- QRO – průměrný roční ovlivněný (měřený) průtok
- QRN – průměrný roční neovlivněný (rekonstruovaný) průtok
- ZPR – změna průtoku (rozdíl mezi QRO a QRN)

### Vodní nádrže v povodí Želivky
- Vodní nádrž Němčice
- Vodní nádrž Sedlice
- Vodní nádrž Trnávka
- Vodní nádrž Vřesník
- Vodní nádrž Želivka-Švihov

### Silniční mosty na Hejlovce
- 11253-1 – v Ústrašíně – rok výstavby (1911)
- 34-028 – mezi Ondřejovem a Ústrašínem – rok výstavby (1938)
- 03414-1 – ve Vlásenici – rok výstavby (1904)
- MK (bývalá silnice I/19) – pod Dubovicemi
- 34-060 a 34-061 (jeden most je inundační) – lipické údolí – rok výstavby (1939) a (1961)
- 112-049 – pod Bácovicemi – rok výstavby (1840)
- 12925-2 – mezi Krasíkovicemi a Pobistrýcemi – rok výstavby (1955)
- MK u Prokopova mlýna – mezi Svépravicemi a Kojčicemi

## Mlýny
Mlýny jsou seřazeny po směru toku řeky.
- Mlýn Chodeč – Stanovice čp. 34, Nová Cerekev, okres Pelhřimov
- Klášterní mlýn – Želiv, okres Pelhřimov, kulturní památka